# Le Quatorzième Jour
Pour plus de détails, voir Fiche technique et Distribution.
Le Quatorzième jour (Дан четрнаести, Dan četrnaesti) est un film yougoslave réalisé par Zdravko Velimirović, sorti en 1960.

## Synopsis
Quatre prisonniers obtiennent une permission de quatorze jour.

## Fiche technique
- Titre : Le Quatorzième jour
- Titre original : Дан четрнаести (Dan četrnaesti)
- Réalisation : Zdravko Velimirović
- Scénario : Borislav Pekić et Zdravko Velimirović
- Musique : Vladimir Kraus-Rajteric
- Photographie : Vladeta Lukic
- Montage : Katarina Stojanovic
- Société de production : Lovcen Film
- Pays :  Yougoslavie
- Genre : drame
- Durée : 101 minutes
- Dates de sortie : 
  - Yougoslavie : 20 décembre 1960

## Distribution
- Nikola Popovic : Timotije Markovic
- Karlo Bulic : Zorz Arsenijevic
- Slobodan Perović : Pavle Malbaski
- Dusan Janicijevic : Tomislav Radin
- Olga Spiridonovic : Emilija
- Mira Stupica : Kristina
- Hermina Pipinic : Marija
- Mira Nikolic : Ljiljana
- Viktor Starcic : le père de Zorz
- Rahela Ferari : Sofija
- Branko Tatic : Maksa

## Distinctions
Le film a été présenté en sélection officielle en compétition au Festival de Cannes 1961.